# حسان (جبل)
جبل حَسَّان هو جبل صغير في السراة في ديار قبيلة بلقرن في بلدة البظاظة جنوبي قرية آل هيثم وشرق وادي شيبانة في محافظة بلقرن في منطقة عسير في المملكة العربية السعودية.